# Квітковий парк

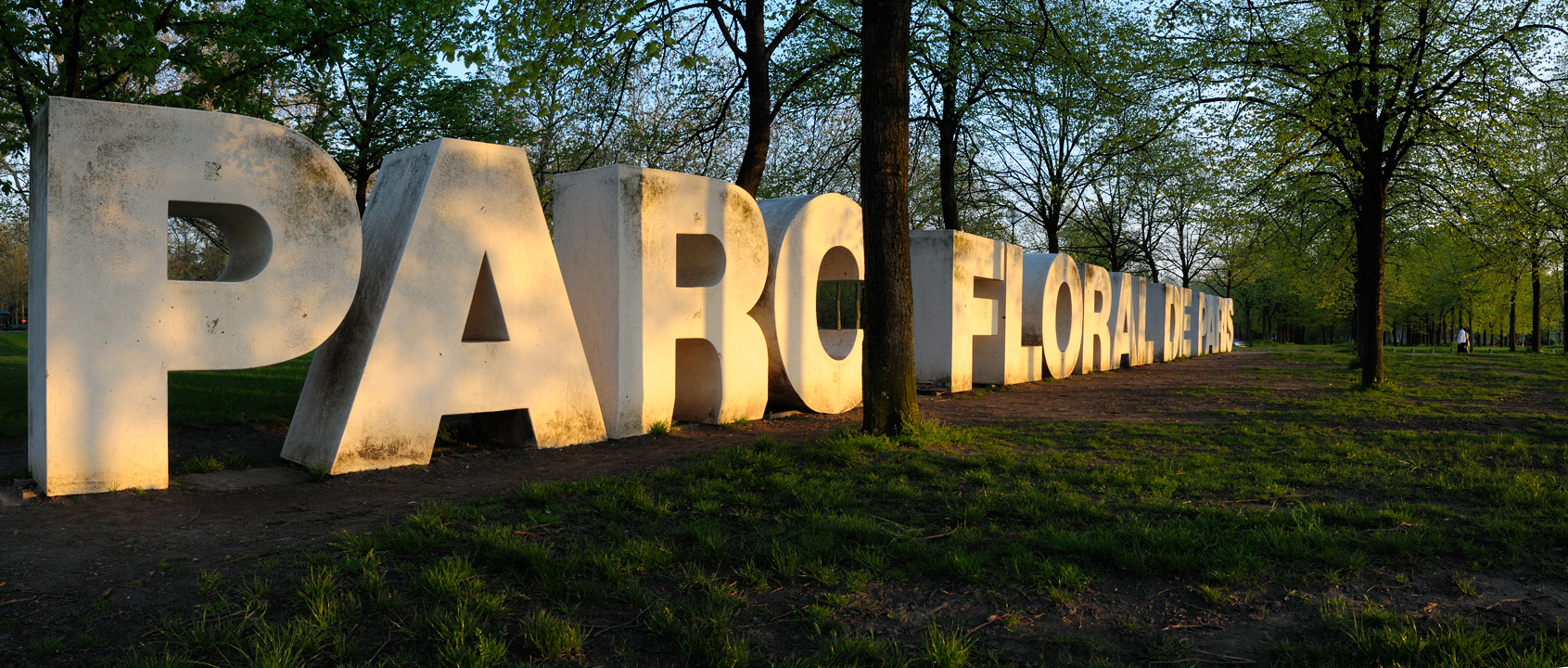
Один із входів до паризького Квіткового парку

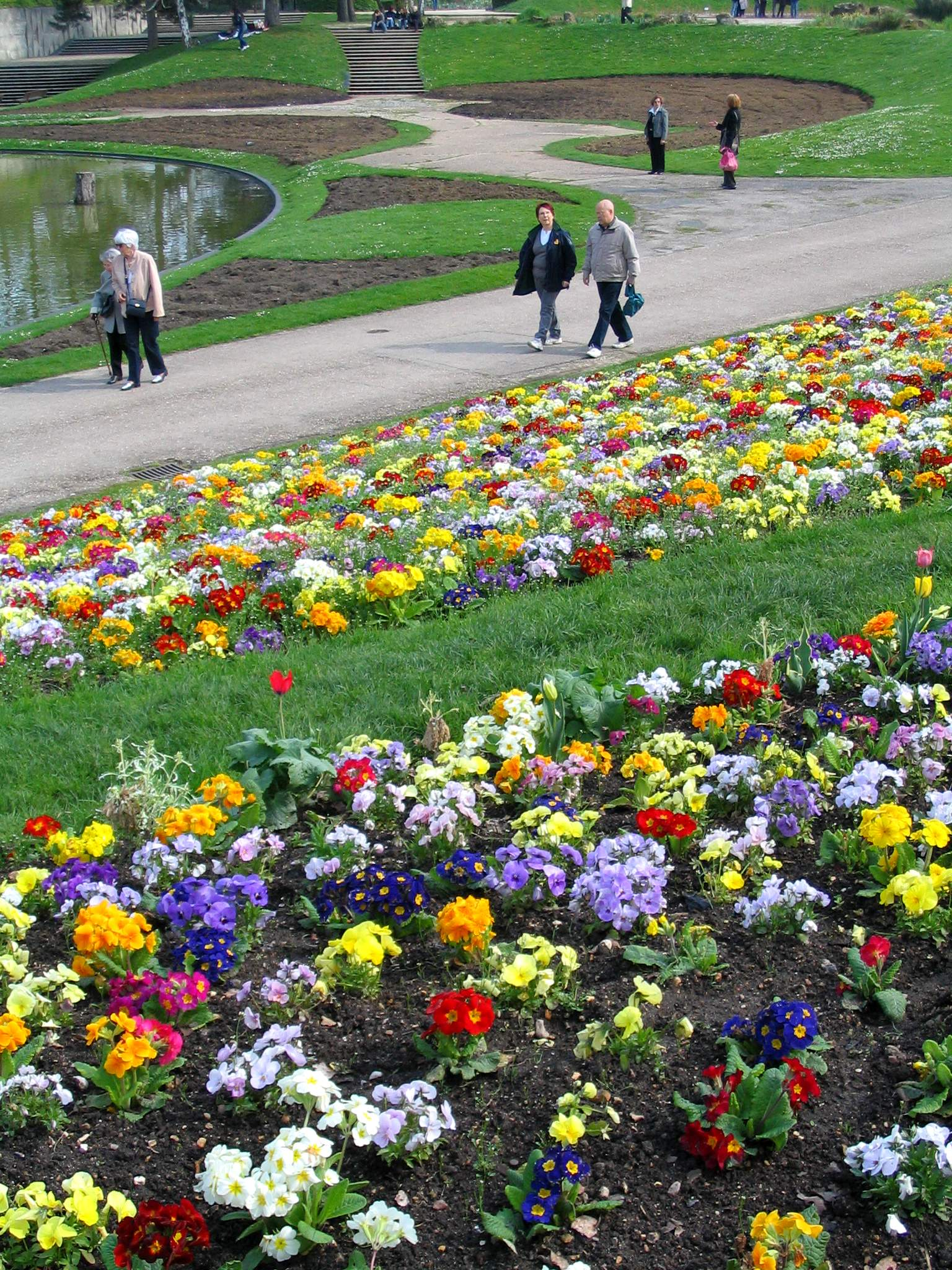
Квіткові композиції в парку

Квітковий парк у Парижі (фр. Parc floral de Paris) — парк на сході Парижа у Венсенському лісі, заснований в 1969 році. З 1998 року Квітковий сад є складовою Паризького ботанічного саду. Загальна площа парку становить 31 га..

## Колекції
Деякі колекції (камелії, рододендрони) мають національне й інтернаціональне значення. У парку є колекція дерев бонсай та лікарських рослин. Тут розташований також сад метеликів, в якому представлено 40 видів.